# Mjenjačnica (televizijska emisija)
Mjenjačnica je bila hrvatska dokumentarno-zabavna reality televizijska emisija koju je osmislio i vodio Robert Knjaz. U emisiji su gostovale razne poznate osobe koje su se na jedan okušale u neobičnim zanimanjima i nesvakidašnjim ulogama.
Mjenjačnica je premijerno prikazana 12. siječnja 2005. na RTL-u. Emisija je završila 30. svibnja 2006. nakon dvije sezone i 28 epizoda. Nakon Mjenjačnice, Knjaz je 2023. godine osmislio emisiju Knjazalište koja je pratila sličan format, a prikazivala se na Prvom Programu HRT-a.

## Format
Emisija prikazuje poznate osobe iz hrvatskog javnog života koje na jedan dan mijenjaju uloge s osobama iz radničke ili ruralne sredine. Poznate se osobe upoznaju s radom i životom "običnih ljudi," pomažući gledateljima da se suoče sa vlastitim predrasudama prema različitim profesijama.

## Epizode
| Sezona | Sezona | Epizode | Prvo prikazivanje  | Prvo prikazivanje |
| Sezona | Sezona | Epizode | Premijera          | Finale            |
| ------ | ------ | ------- | ------------------ | ----------------- |
|        | 1.     | 14      | 12. siječnja 2005. | 13. travnja 2005. |
|        | 2.     | 14      | 28. veljače 2006.  | 30. svibnja 2006. |

### Prva sezona (2005.)
| 1. | 1.  | Goran Ivanišević kao djelatnik čistoće | 12. siječnja 2005. |
| U prvoj epizodi, hrvatski profesionalni tenisač Goran Ivanišević preuzeo je ulogu radnika u komunalnoj službi, radeći jedan dan kao sakupljač otpada. |     |                                        |                    |
| 2. | 2.  | Indira kao zidar                       | 19. siječnja 2005. |
| U drugoj epizodi emisije gledatelji imaju priliku vidjeti poznatu pjevačicu Indiru u izazovu rada na građevinskim poslovima, poput gletanja, šalovanja i armiranja. U izvođenju tih zadataka pomaže joj Ivač, jedan od najiskusnijih građevinskih radnika sjeverozapadne Hrvatske. Tijekom snimanja emisije, spontano je nastala pjesma koja je postala novi singl grupe Colonia, inspirirana ljubavnom pričom između građevinskog radnika i mlade kolegice koja se zaljubila u njega. |     |                                        |                    |
| 3. | 3.  | Mamić kao baletan                      | 26. siječnja 2005. |
| Zdravko Mamić, tada izvršni dopredsjednik Dinama, prihvatio je izazov i na jedan dan zamijenio svoju funkciju s ulogom baletana. |     |                                        |                    |
| 4. | 4.  | Severina kao majka 17-ero djece        | 2. veljače 2005.   |
| Pop pjevačica Severina je na jedan dan preuzela ulogu Hanče, koja je poznata po tome što je od svoje 16. godine svake godine rađala po jedno dijete. |     |                                        |                    |
| 5. | 5.  | Vesna Škare-Ožbolt kao poljoprivrednik | 9. veljače 2005.   |
| Ministrica pravosuđa Vesna Škare Ožbolt i seljak Radovan Brebić, poznatiji kao Crni Rajko, uspješno su se nosili s nizom stresnih situacija, od europskog prava do seoskih avantura. |     |                                        |                    |
| 6. | 6.  | Željko Pervan kao svećenik             | 16. veljače 2005.  |
| 7. | 7.  | Mirko Cro Cop kao poštar               | 23. veljače 2005.  |
| 8. | 8.  | Željko Kerum kao beskućnik             | 2. ožujka 2005.    |
| 9. | 9.  | Hladno pivo kao specijalci             | 9. ožujka 2005.    |
| 10. | 10. | Edo Maajka kao slijepa osoba           | 16. ožujka 2005.   |
| 11. | 11. | Nina Badrić                            | 23. ožujka 2005.   |
| 12. | 12. | Ćiro kao teta u vrtiću                 | 30. ožujka 2005.   |
| 13. | 13. | Milan Bandić kao metalac               | 6. travnja 2005.   |
| 14. | 14. | Davor Gobac kao umirovljenica          | 13. travnja 2005.  |

### Druga sezona (2006.)
| 15. | 1.  | Prljavo kazalište kao vatrogasci      | 28. veljače 2006. |
| 16. | 2.  | Niko Kranjčar kao veterinar           | 7. ožujka 2006.   |
| 17. | 3.  | Zlatan Zuhrić Zuhra kao kaskader      | 14. ožujka 2006.  |
| 18. | 4.  | Željko Mavrović kao pjevačica         | 21. ožujka 2006.  |
| 19. | 5.  | Ivano Balić kao trener delfina        | 28. ožujka 2006.  |
| 20. | 6.  | Miroslav Škoro kao ribar              | 4. travnja 2006.  |
| 21. | 7.  | Blanka Vlašić kao pastir              | 11. travnja 2006. |
| 22. | 8.  | Pisci kao GSS                         | 18. travnja 2006. |
| 23. | 9.  | Danijela Martinović kao ovisnik       | 25. travnja 2006. |
| U ovoj se epizodi pjevačica Danijela Martinović "oslobodila ovisnosti," a da nikada nije ni probala drogu. Sada, u zajednici Mondo Nuovo u Nuniću, živi poput drugih ljudi koji su prošli kroz slične borbe – obavlja kućanske poslove, vježba, igra nogomet, pleše i druži se s prijateljima. |     |                                       |                   |
| 24. | 10. | Krunoslav Kićo Slabinac kao dimnjačar | 2. svibnja 2006.  |
| 25. | 11. | Anto Đapić kao organizator svatova    | 9. svibnja 2006.  |
| 26. | 12. | Ljubo Ćesić Rojs kao Neven Ciganović  | 16. svibnja 2006. |
| 27. | 13. | Toni Cetinski kao kamenoklesar        | 23. svibnja 2006. |
| 28. | 14. | The Best Of                           | 30. svibnja 2006. |

## Vanjske poveznice
- Mjenjačnica u internetskoj bazi filmova IMDb-a